# エデン (近藤史恵)
『エデン』 (EDEN) は、近藤史恵による日本の小説。『新潮ケータイ文庫DX』にて2009年1月29日から同年10月8日まで連載された。2007年に刊行された『サクリファイス』の続編で、本作はロードレースの最高峰であるツール・ド・フランスを舞台としている。

## あらすじ
スペインのチームを経て、フランスのチーム〈パート・ピカルディ〉に所属して約半年、ツール・ド・フランス出場の数日前、スポンサーの撤退によりチームの解散が決まる。このチームで出場する最初で最後のグラン・ツールだと意気込む白石誓だったが、チームを存続させるために監督が選んだ方針は優勝候補のニコラ・ラフォンを擁するチーム〈クレディ・ブルターニュ〉のアシストをすることだった。

## 登場人物

### 主要人物
白石 誓（しらいし ちかう）
フランスのチーム〈パート・ピカルディ〉の選手。27歳。去年までスペインのチーム〈サントス・カンタン〉にいた。クライマー。
ミッコ・コルホネン
〈パート・ピカルディ〉のエース。29歳。フィンランド人。オールラウンダー。
ニコラ・ラフォン
フランスのチーム〈クレディ・ブルターニュ〉の選手。フランス人。24歳。髪と瞳は鳶色。チームに入ってすぐツール・ド・スイスで優勝し、一気に名を上げた。久しぶりに地元フランスから出たスター候補として注目を浴びる。
ドニ・ローラン
〈クレディ・ブルターニュ〉の選手。両親はアルジェリアからの移民で裕福な家庭で育った。クライマー。ニコラとは幼なじみで、親友でもありライバルでもある。

### その他
只野 深雪（ただの みゆき）
フォトグラファー。元OL。仕事を辞めたのを機にツール観戦へ訪れる。
マルケス
〈エスパス・テレコム〉の選手。去年まで誓のチームメイトだった。
ホアン・カンピオン・ロドリゲス
〈エスパス・テレコム〉の選手で優勝候補の1人。クライマー。
ジュリアン・デュポン
〈パート・ピカルディ〉の選手。25歳。
マルセル
〈パート・ピカルディ〉の監督。誓がチームに馴染めるか気にかけている。
マルコ・モッテルリーニ
〈アレジオ・ネーロ〉の選手。32歳。
伊庭 和実（いば かずみ）
誓のかつてのチームメイト。
デルボー
〈クレディ・ブルターニュ〉の選手。以前は〈パート・ピカルディ〉にいた。